# Hodějovští z Hodějova
Hodějovští z Hodějova jsou stará česká vladycká rodina. Sídlili v Hodějově u Volyně.

## Historie
Vyvinuli se jako odnož vladyků Čestic. Jako první předek se uvádí Hněvek, který v letech 1378–1400 sloužil pp. z Rožmberka. Měl čtyři syny. Bernart se stal purkrabím Helfenburku. Druhý syn Bušek zplodil tři syny. Nepřetržitá historie se odvíjí od Jana staršího, který Hodějov roku 1454 prodal. Jeho synové rozdělili rod do dvou větví:

## Rodové linie

### Vlksická větev
Založil ji Jan mladší, který nejprve sídlil na Drastech (1457), poté sloužil pánům z Hradce a roku 1497 koupil Vlksice, zplodil tři syny, nejmladší syn Mikuláš po otci převzal Vlksice, po jeho smrti v roce 1523 přešel statek skrz Markétu z Hodějova († 1537) zpět do ruk Tetourů z Tetova. Druhý bratr Václav zahynul po roce 1549 bezdětný. Nejstarší Jindřich držel Křešice a poté Klokočov. Oba jeho synové Jan (1534–1572) a Jindřich zchudli a zemřeli bez potomků, jimi tudíž tato větev vymřela.

### Chotěřinská větev
Založil ji druhý Janův syn Smil (* 1442), působil jako purkrabí nejprve ve Strakonicích, od roku 1469 na Zvíkově, roku 1474 zakoupil Chotěřiny spolu s okolními vesnicemi. S manželkou Alenou z Kraselova vychoval čtyři syny, Rousa, Jana, Přecha a Mikuláše. Jan po vyhození z domu odešel do Uher. Přech po otci převzal Chotěřiny, zemřel roku 1519. Ostatní dva bratři vytvořili dvě pošlosti:

#### Řepická pošlost
Založil ji Rous, spravoval nejdříve Chotěřiny, byl zavražděn roku 1502. S manželkou Annou Korkyňkou měl dva syny, Jana a Smila, který zemřel bezdětný roku 1531. Jan se narodil roku 1496 v Chotěřinách, vzdělal se ve Slezsku a v Sasku. Roku 1537 se stal místosudím, který byl po osmnáct let. Roku 1542 prodal Chotěřiny, v letech 1548–1552 držel polovinu Borotína, prodal ji po problémech s držitelem. Roku 1552 koupil Řepici, kde sídlil až do své smrti, obnovil zde zámek. Finančně podporoval spisovatele i jiné umělce. Dal podnět k sepsání Hájkovy Kroniky české. Roku 1550 založil Stolici básnictví duchovního při pražské univerzitě. Vydával knihy např. Farrago. Roku 1555 se vzdal postu místosudího a uchýlil se na své sídlo, kde založil velkou knihovnu. Zemřel 11. února 1566, pohřbili ho v řepickém kostele. Čtyřikrát se oženil (1. Regina z Vrašiva † 1531, 2. Anna Žabkova z Limburka † 23. března 1554, 3. Voršila Jeníškovna z Újezda † 1562, 4. Majdalena z Brloha). Z potomků přežila jen Alena, která se vdala za Mikuláše Deyma ze Stříteže.

#### Chotětická pošlost
Založil ji Smilův syn Mikuláš. Roku 1488 bojoval ve Slezsku, od roku 1495 sídlil na Moravě, roku 1519 koupil Chotětice. Zemřel v roce 1544. S manželkou Markétou z Kostník měl tři syny, Smila, Arkleba a Bernarta, který v letech 1556–1559 působil jako královský úředník při zemských deskách, měl tři syny, Jana, Bernarta a Bartoloměje, z nichž Bernart spravoval Řepici. Zemřel roku 1622, majetek mu po Bílé hoře zkonfiskovali. Prostřední Mikulášův syn, Arkleb, vlastnil Markvarec a další statky na Moravě. V letech 1563–1566 působil jako komorník menšího práva moravského. S manželkou Johankou z Osečan měl syna Oldřicha, který po strýci Smilovi spravoval Řepici, čímž poškodil Smilovu dceru Alenu. Jeho syn Oldřich žil na Řepici, zemřel velmi brzy ještě před smrtí svého otce, která nastala 10. dubna 1578. Bratr Bernart převzal Řepici, kterou zastavil strýci Bemartovi. Roku 1622 mu zkonfiskovali veškerý majetek, oženil se s Kateřinou Kavkovnou z Říčan. Jeho bratr Jan vlastnil statky na Moravě, roku 1587 bojoval v Polsku, v letech 1601–1607 zastával funkci moravského hofrychtáře. Oba synové Oldřich a Tomáš Dětřich, který vlastnil Markvarec, ztratili většinu majetku při konfiskaci. Oldřichovi synové Jiří a Smil sloužili v císařské armádě. Jejich sestra Eva se vdala za příslušníka rodu Venclíků. Mikulášův vnuk Smil vyženil s Anežkou Mitrovskou z Nemyšle velké věno, díky kterému mohl nakoupit k Chotěticům další statky. Měl tři dcery a dva syny. Kryzelda se provdala za Jaroslava Strahovského z Sovojevic, Anna za příslušníka rodku Vlčkovců a Žofka za Adama Řepu z Neveklova. Druhý syn, nadaný básník Bohuslav, studoval teologii, avšak pohrdl kněžským stavem a roku 1552 zemřel během vojenského tažení u Trevíru. Prvorozený syn Bernart díky svatbě s Johankou z Čestic v roce 1573 zdědil veškerý majetek Česticů, po švagrovi Adamovi podědil Tloskov, v roce 1581 koupil Milevsko a roku 1589 Maršovice. Tento mecenáš učenců měl sbírku starých českých Biblí. Zemřel 6. května 1595. Dcery Eliška a Anežka se provdaly za příslušníka rodu Bechyňů respektive za Heřmana Kavku z Říčan. Syn Jan zdědil otcův cit pro umění, zemřel 13. května 1595. Tudíž majetek zdědili syn Přech a synovec Smil, který získal Tloskov a Vlksice, skládal básně, po účasti na vzpouře 1620 musel před trestem uprchnout do ciziny, roku 1622 bydlel v Haagu. I Přech zdědil otcovu náklonnost k literatuře, za zásluhy rodu jej roku 1604 přijali do panského stavu. Oženil se s Dorotou Hrzánovou z Harasova († 22. listopadu 1613), získal roku 1597 Benice, 1603 Konopiště a roku 1607 Týnec nad Sázavou. Přestoupil z tradiční rodinné víry k jednotě bratrské, zemřel 4. dubna 1610. Dcera Johanka se vdala za Viléma z Roupova, dcera Markéta za Adama mladšího Budovce. Jeho pět synů si rozdělilo otcovo dědictví. Bernart získal Milevsko, Jan Jiří Čestice a Lčovice, Přech Konopiště, Bohuslav Benice a Nedvězí a Adam dostal Týnec nad Sázavou. Kromě Přecha, který zemřel již v roce 1617, se všichni účastnili stavovského povstání a byl jim zabaven veškerý majetek a museli emigrovat. Adam sloužil v dánské armádě, se kterou se roku 1628 vrátil do Čech, kde velel vzbouřeným sedlákům na Kouřimsku. Bernart pracoval pro Švédy, po návratu do vlasti zemřel roku 1646 na Moravě. Bohuslav s manželkou Rejnou z Talmberka měl dceru Dorotu Kuničku, která se vdala za Adama z Říčan a rod jí vymřel i po přeslici.

## Erb
Ve znaku nosili zlatého kapra na modrém podkladu, stejné znamení měli i v klenotu. Tento erb měl podle pověsti obdržet mytický předek rodu Bernart, syn Soběslava, při výpravě do Milána.

## Příbuzenstvo
Spojili se s pány z Čestic, Budovci, Tetoury, Jeníšky, Hrzány z Harasova či Mitrovskými.

## Představitelé rodu
- Hněvek Hodějovský z Hodějova
- Bernart Hodějovský z Hodějova
- Hušek Hodějovský z Hodějova
- Jan starší Hodějovský z Hodějova
- Přech Hodějovský z Hodějova (1566–1610)
- Bohuslav Hodějovský z Hodějova
- Adam Hodějovský z Hodějova
- Bemart Hodějovský z Hodějova